# 爱沙尼亚主权宣言
愛沙尼亞主權宣言，全稱为愛沙尼亞蘇維埃社會主義共和國主權宣言（爱沙尼亚语：Deklaratsioon Eesti NSV suveräänsusest），於1988年11月16日， 正值在愛沙尼亞舉行的歌唱革命期間頒佈。宣言主張愛沙尼亞的主權以及愛沙尼亞的法律地位高於蘇聯法律。 愛沙尼亞議會同時也聲稱擁有共和國的天然資源，包括土地、水資源、森林、礦物及在愛沙尼亞領土内的工業製品原材料、農業、建築物、國有銀行、交通及市政服務等。 現在每年的11月16日被定爲「主權宣言日」 (爱沙尼亚语：Suveräänsuse deklareerimise päev)。

## 概要

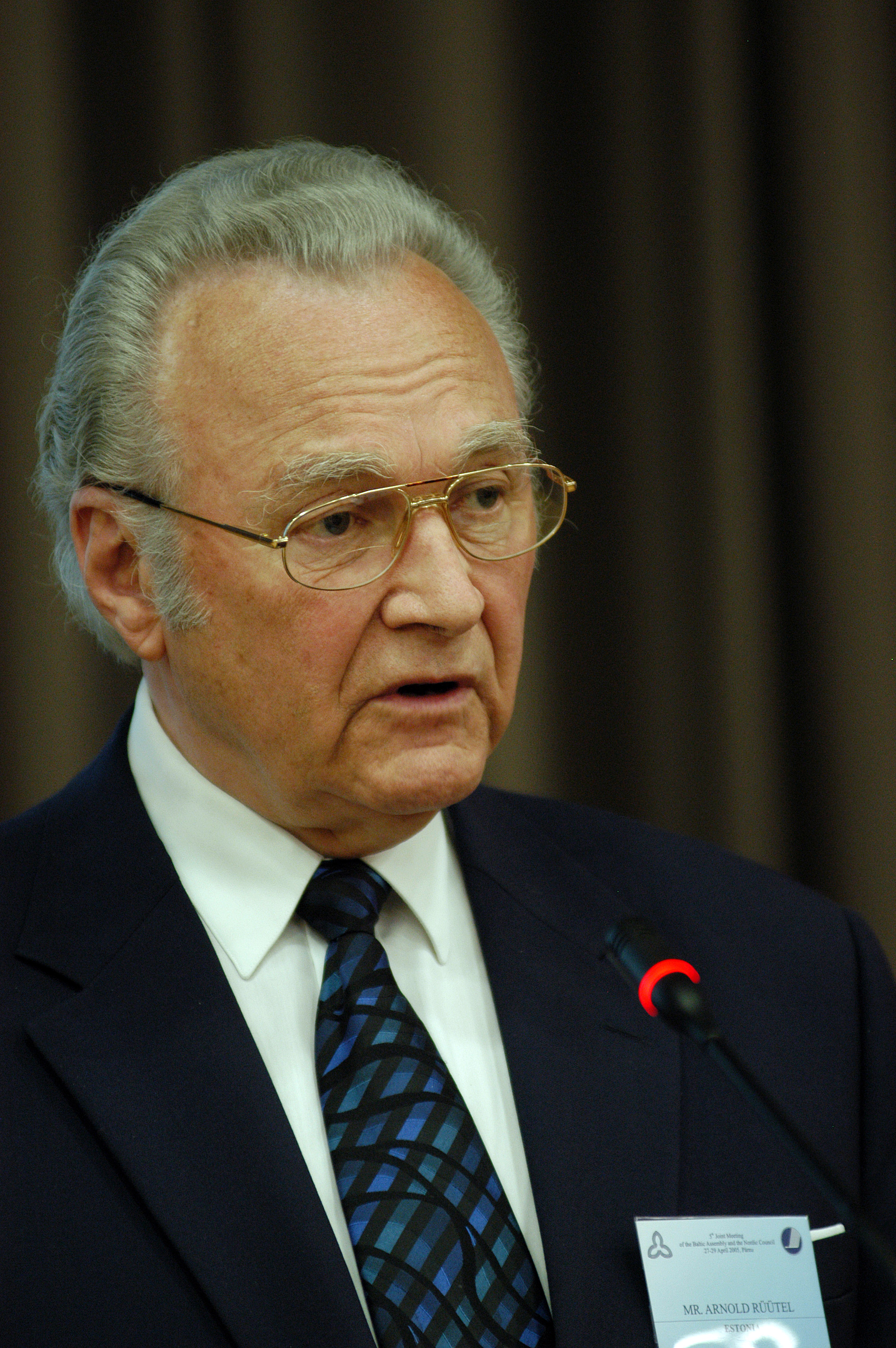
阿諾爾德·呂特爾在準備及簽署宣言的過程中扮演了關鍵的角色

愛沙尼亞於第一次世界大戰後獲得第一次獨立。不過在1940年由於德蘇互不侵犯條約的簽訂，蘇聯佔領波羅的海國家。因此愛沙尼亞成爲蘇聯的一部分。
大多數西方國家拒絕承認蘇聯在法理上對愛沙尼亞的兼并，僅承認實際在愛沙尼亞蘇維埃社會主義共和國的政府，或者乾脆也不承認蘇維埃政府。 這些國家承認愛沙尼亞、拉脫維亞和立陶宛的外交官和領事，他們仍然以其前政府的名義運作。 這些年邁的外交官在這種異常情況下堅持到最終恢復波羅的海獨立。
1980年代蘇聯提倡改革重組及開放政策等政策令蘇聯的政治打壓時代來到了尾聲。因此，在1991年8月20日八一九事件期間，也就是愛沙尼亞主權宣言頒佈的三年後頒佈了「重建獨立的愛沙尼亞共和國宣言」，同時也是最後一個宣佈重建獨立國家的波羅的海共和國（立陶宛和拉脫維亞已於1990獨立）。 1991年9月6日，蘇聯承認愛沙尼亞獨立。在同月17日，聯合國接納了愛沙尼亞的會員身份。
經過三年的談判之後，俄羅斯軍隊於1994年8月31日撤離愛沙尼亞。 在俄羅斯聯邦政府於1995年9月放棄其在帕爾迪斯基的核反應設施後，俄羅斯聯邦在官方層面上已經終結了其對愛沙尼亞的軍事駐扎。隨後，愛沙尼亞在2004年5月加入北約，並在不久後成爲北約成員國，更於2010年加入經濟合作暨發展組織。

## 宣言内容
愛沙尼亞蘇維埃社會主義共和國最高委員會宣言
關於愛沙尼亞蘇維埃社會主義共和國的主權
五千多年來，愛沙尼亞人民一直在波羅的海沿岸耕種土地和發展文化。1940年，國家同質化的主權愛沙尼亞共和國成為蘇聯的一部分，並設想維護主權保障和國家繁榮。斯大林主義和停滯的國內政治忽視了這些保證和觀點。結果，在愛沙尼亞發展了不利於愛沙尼亞人作為主要民族的人口狀況，共和國許多地區的自然環境處於災難性的境地，經濟的持續不穩定對人們的生活水平產生了負面影響。
愛沙尼亞蘇維埃社會主義共和國最高蘇維埃認為擺脫困境的方法只有一種：愛沙尼亞的進一步發展必須在主權條件下進行。愛沙尼亞蘇維埃社會主義共和國的主權意味著她在其領土上以最高權力機構、政府和司法機構的形式擁有最高權力。愛沙尼亞蘇維埃社會主義共和國的主權是完整和不可分割的。據此，共和國在蘇聯的未來地位應由聯盟條約決定。
愛沙尼亞蘇維埃社會主義共和國最高蘇維埃不同意蘇聯最高蘇維埃主席團討論的蘇聯憲法修正案和補充，其中排除了愛沙尼亞蘇維埃社會主義共和國的憲法自決權。根據蘇聯批准的 1966年12月16日《經濟、社會和文化權利以及公民和政治權利國際公約》以及其他國際法規範，愛沙尼亞蘇維埃社會主義共和國人民的最高代表機構，最高蘇維埃愛沙尼亞蘇維埃社會主義共和國宣布其在愛沙尼亞蘇維埃社會主義共和國領土上的至高無上地位。
蘇聯憲法的修改和補充經愛沙尼亞蘇維埃社會主義共和國最高蘇維埃批准並對愛沙尼亞蘇維埃社會主義共和國憲法作出相應修正和補充後，在愛沙尼亞蘇維埃社會主義共和國領土上生效。
愛沙尼亞蘇維埃社會主義共和國最高蘇維埃呼籲所有將自己的命運與愛沙尼亞聯繫在一起的人團結起來，以建立一個民主和社會主義的愛沙尼亞社會。主權的法律和事實實現也意味著，愛沙尼亞人民將來不會同意任何歧視居住在愛沙尼亞蘇維埃社會主義共和國的任何其他國籍的代表的法律。
愛沙尼亞蘇維埃社會主義共和國最高蘇維埃主席團主席 A·呂特爾

愛沙尼亞蘇維埃社會主義共和國最高蘇維埃主席團秘書 V·瓦特

塔林，1988年11月16日